# Empacher
La Bootswerft Empacher GmbH (appelée plus communément Empacher) est une entreprise allemande de construction navale, spécialisée aujourd'hui dans la fabrication de coques de bateaux d'avirons. Elle est créée en 1923 dans l'ancienne province de Prusse-Orientale. Leurs bateaux sont particulièrement connus pour leur qualité et leur coque, peinte d'un jaune caractéristique.  

## Histoire
La société est fondée par Willy Empacher et son associé Wilhelm Karlisch en 1923 à Königsberg / Kaliningrad. A l'origine, leur activité principale était la fabrication de voiliers, mais en 1952, ils se mirent à produire des coques de bateaux d'aviron, ceci constituant aujourd'hui leur principale activité. L'entreprise est à présent basée à Eberbach, en Allemagne.
Leur premier chantier naval est à Königsberg, en Prusse-Orientale, et ils y fabriquent principalement des yachts à voile, bien qu'ils ne se limitent pas à cette seule catégorie et construisent tous les types de bateaux qu'ils pouvaient bâtir. Les premières années de leur travail furent compliquées : la première guerre mondiale s'était finie il y a peu, plongeant le pays dans l'inflation et la crise économique, et menant à une instabilité politique sans précédent. Pourtant, ils réussirent dans les années 30 à devenir le chantier naval le plus important de la région, avec plus de 100 employés.  
Pendant la guerre, ils construiront des bateaux pour les autorités allemandes, mais à la fin de la guerre en 1945, la famille fuit la ville de Königsberg et se réfugie à Eberbach, dans l'état fédéral du Bade-Wurtemberg et s'y installe en 1947. 
Willy a démarré une nouvelle activité sur le chantier naval de Seibert à Eberbach, où il réparait et fabriquait de petits bateaux. En 1952, ils ont commencé à produire des coques d'aviron de course, une entreprise qui est devenue leur activité principale aujourd'hui. L’entreprise a pris son envol après que Jochen Meißner ait remporté la médaille d’argent alors qu’il courait dans un seul skiff Empacher aux Jeux olympiques d’été de 1968. Ils construisirent principalement des coques de course en bois de cèdre moulées, mais après une collaboration étroite avec BASF,  ils produisirent la première coque en plastique au monde en 1956. Empacher fabriqua le premier bateau en coque plastique à recevoir une médaille d'or aux Jeux olympiques de 1972 à Munich. Ce fut également le premier bateau en plastique en construction en sandwich. Ce processus comprend l'utilisation d'un cadre en bois pour créer la coque du bateau, puis son remplissage en matériau composite. 
Hans Empacher, le fils aîné de Willy, a repris l'entreprise en 1970. Hans a optimisé l'entreprise en créant un concours interne et en promouvant la construction de bateaux en plastique. À la mort de son frère Rainer en octobre 2018, Helmut Empacher est devenu l'unique propriétaire de l'entreprise.

## Bateau
Leurs bateaux sont utilisés par de nombreux équipages dans les compétitions internationales, tels que les Championnats du Monde ou les Jeux Olympiques[réf. nécessaire]. Les coques sont identifiables à leur couleur jaune pâle. Empacher produit chaque catégorie de bateau reconnue par la Fédération internationale des sociétés d'aviron[réf. souhaitée].
Voici les différents bateaux fabriqués: 
| Nomenclature | Composition du bateau                              |
| ------------ | -------------------------------------------------- |
| 8+           | Huit de pointe avec barreur                        |
| 4+           | Quatre de pointe avec barreur                      |
| 4-           | Quatre de pointe sans barreur                      |
| 8X           | Huit de couple                                     |
| 2-           | Deux de pointe sans barreur ou pair-oar en anglais |
| 2+           | Deux de pointe avec barreur                        |
| 4x           | Quatre de couple                                   |
| 2x           | Deux de couple ou double                           |
| 1x           | Skiff                                              |